# Czesław Hadamik
Czesław Hadamik (ur. 1958 w Wałbrzychu) – polski archeolog, doktor nauk humanistycznych, absolwent Uniwersytetu Jagiellońskiego. Specjalizuje się w archeologii średniowiecza i czasów nowożytnych oraz badaniach archeologiczno-architektonicznych. W publikacjach stara się łączyć warsztat archeologii, historii i historii architektury.
Odznaczony (2011) medalem „Niezłomnym w Słowie” za działalność w poligrafii podziemnej Solidarności w okresie stanu wojennego w Polsce.